# Колесніченко Віталій Віталійович
Віта́лій Віта́лійович Колесніче́нко (нар. 10 червня 1973, Одеса, УРСР) — український футболіст і німецький тренер, виступав на позиції півзахисника. Абсолютний рекордсмен одеського «Чорноморця» за кількістю матчів, проведених у чемпіонатах України — 224.

## Клубна кар'єра
Вихованець ДЮСШ «Чорноморець». Перший тренер — Валерій Мельник.
Влітку 1989 року в матчі проти «Жальгіріса» (0:2) дебютував у дублі «Чорноморця». В основному складі дебютував 22 листопада 1991 року в матчі Кубка СРСР проти донецького «Шахтаря». Віталій з'явився на полі в компенсований час замість Івана Гецка.
Після розпаду СРСР грав у другій команді «моряків». Провівши три роки в «Чорноморці-2», прийняв пропозицію змінити клуб від сусіднього СК «Одеса». В «СК» провів всього чотири місяці і був забраний Леонідом Буряком назад у «Чорноморець». За «моряків» грав з 1994 по 2003 рік. У чемпіонатах України за команду зіграв 224 матчі. Виводив на поле команду як капітан. У 2003 році з приходом на посаду тренера «моряків» Семена Альтмана Колесніченко втратив місце в основному складі.
Деякий час пограв у дублі, потім отримав пропозицію переїхати в Казахстан. Там декілька місяців відіграв за місцевий «Жетису». Повернувся в Україну, де перейшов у «Миколаїв». Команда боролася за збереження місця в першій лізі, для цього завдання був запрошений Роман Покора, який і звернув увагу на Колесниченка. З поставленим завданням команда впоралася.

## Тренерська діяльність
У листопаді 2004 року переїхав на постійне місце проживання в Німеччину, де згодом став виступати за напіваматорський клуб «Готтфрідінг». З цією командою пройшов шлях з 10-ї ліги першості Німеччини в 7-ю. З 2010 року працював у «Готтфрідінге» граючим тренером.

## Досягнення
«Чорноморець»
- Кубок України
  -  Володар (1): 1993/94

- Вища ліга чемпіонату України
  -  Срібний призер (2): 1994/95, 1995/96

- Перша ліга чемпіонату України
  -  Срібний призер (2): 1998/99, 2001/02